# Никола Егрийски
Никола (Коле) Егрийски е български революционер, деец на Вътрешната македоно-одринска революционна организация.

## Биография
Роден е през 1853 година в битолското село Егри (Горно, Долно или Средно), тогава в Османската империя. Става войвода на хайдушка дружина. През 1902 година става четник в четата на ВМОРО, начело с Тодор Златков, която действа в Битолско. От края на 1902 година е самостоятелен войвода. Известен е като Дядо Коле/Кольо. Загива в планината Петалино, близо до село Скочивир с двама свои четници на 9 март 1904 година.